# Гуїра-де-Мелена
Гуїра-де-Мелена (ісп. Güira de Melena) — муніципалітет і місто в провінції Артеміса на Кубі. 
Заснований у 1779 році. Площа становить 178 км². 

## Адміністративний поділ
Муніципалітет Гуїро-де-Мелена поділений на райони: Габріель, Норте Пуебло, Сібанакан, Сур Пуебло, Тумбадеро і Турібокоа.

## Економіка
Економіка території заснована на агропромисловому комплексі. Перш за все на виробництві та переробці тютюну. В місті розташовано кілька тютюнових фабрик. Крім тютюну в районі вирощують картоплю, банани, ананаси, а також інші тропічні фрукти та молочні продукти.

## Демографія
Чисельність населення муніципалітету — 37 838 осіб (станом на 2004 рік). Щільність населення — 212,6 осіб на км².